# Cámara de los Ancianos
La Cámara de los Ancianos (en pastún: مشرانوجرګه; Meshrano Jirga) fue la cámara alta de la Asamblea Nacional de Afganistán; la cámara baja fue la Cámara del Pueblo. La Cámara de los Ancianos contaba con 102 miembros.

## Estructura
La Cámara de los Ancianos contaba con 102 miembros. Una tercera parte (34 miembros) era elegida por los consejos de los distritos (un miembro por cada provincia) para una cadencia de tres años, otros 34 miembros eran elegidos por los consejos de las provincias (un miembro por cada provincia) para una cadencia de cuatro años, los 34 miembros que quedaban eran nombrados por el presidente del país para una cadencia de cinco años.
Sin embargo, durante las elecciones parlamentarias de 2005 no se habían elegido los consejos de los distritos. Por eso, cada consejo provincial eligió un miembro para que ocupe temporalmente el escaño en la Cámara de los Ancianos hasta que se lleven a cabo las elecciones previstas para dicha cámara en la Constitución.
La mitad de los candidatos nombrados por el presidente debían ser mujeres, dos deberían ser de entre las personas con alguna discapacidad y dos deberían ser de los kuchis.

## Requisitos
Los requisitos necesarios para resultar elegido como miembro de la Cámara de los Ancianos de Afganistán eran los siguientes:
- ser mayor de 35 años;
- ser ciudadano de Afganistán.

Los miembros de la Cámara de los Ancianos no podían ser acusados ni juzgados por los crímenes contra la humanidad.

## Escaños reservados para las mujeres
Las mujeres en el parlamentarismo afgano no fueron presentes hasta el año 2001, después de la caída de los talibanes. En 2002 el Parlamento de Emergencia Loya Jirga reservó el 10% de los 1600 escaños de la asamblea para las mujeres.
La nueva Constitución de 2004 aseguró asientos reservados para las mujeres y las minorías en ambas cámaras del parlamento. En las elecciones parlamentarias de 2005, las mujeres afganas obtuvieron 89 escaños. Según la Unión Interparlamentaria, en 2009 obtuvieron 67 escaños (27,7%) en la Casa del Pueblo y 22 (21,6%) en la Cámara de los Ancianos. Esta representación es superior a la media mundial del 18,5% y por encima de la media de los Estados Unidos en el 16,8% para el Congreso y el 15,4% para el Senado.

## Miembros de la Cámara
La Cámara de los Ancianos contó con 102 miembros elegidos en 2005.